# Saburō Sakai
Saburō Sakai (坂井 三郎?, Sakai Saburō; Saga, 26 agosto 1916 – Tokyo, 22 settembre 2000) è stato un aviatore giapponese.
Fu un famoso asso dell'aviazione da caccia della Dai-Nippon Teikoku Kaigun Kōkū Hombu, il servizio aeronautico della Marina imperiale giapponese, durante la seconda guerra mondiale. Sakai distrusse o danneggiò almeno 60 aerei nemici, principalmente americani, che lo resero l'asso giapponese con il maggior numero di vittorie sopravvissuto alla guerra. È difficile stabilirne il numero esatto, poiché lo stesso Sakai non lo indicò mai chiaramente, tuttavia Martin Caidin, coautore della sua autobiografia, arriva ad attribuirgli 64 vittorie.

## Biografia

### Origini ed Infanzia
Saburō Sakai nasce il 26 agosto 1916 a Saga, sull'isola di Kyūshū, ad una settantina di chilometri di distanza da Nagasaki da un'antica famiglia appartenente alla casta dei samurai. Alla metà del XIX secolo, con la Restaurazione Meiji, il Giappone soppresse il sistema basato sulle caste e la famiglia Sakai si trovò di colpo nell'indigenza e costretta al lavoro nei campi per sopravvivere. Nonostante le difficoltà di questa nuova condizione Sakai viene allevato nel rispetto delle rigide norme espresse nel Hagakure e nel Bushidō che erano alla base dell'addestramento del samurai: una vita totalmente dedicata al servizio della Patria e dell'Imperatore.
Raggiunta l'età scolare Sakai viene inviato a studiare a Tokyo presso uno zio, dove però si dimostra un allievo scarsamente dotato nonostante le continue sollecitazioni della famiglia. Tornato a Saga nel 1933 decide di seguire la carriera militare per riscattare le proprie carenze scolastiche, motivo di umiliazione per tutta la famiglia.

### Carriera militare
Sakai si arruola come recluta della Marina imperiale giapponese e viene destinato alla base navale di Sasebo dove, grazie agli insegnamenti del rigido codice Hagakure, non ha difficoltà ad adattarsi alla ferrea disciplina che vige alla base. Imbarcato come cannoniere sulla corazzata Kirishima ed in seguito sulla Haruna, Sakai viene promosso in breve tempo al grado di sergente grazie alle sue elevate qualità militari e al suo sviluppato senso di disciplina. Nel 1936 viene ammesso alla scuola di aviazione della Marina a Tsuchiura conquistando uno dei settanta posti disponibili a fronte di oltre millecinquecento domande. Rapidamente emergono le non comuni qualità di Sakai come pilota di caccia legate principalmente alla sua capacità di visione complessiva dell'area di combattimento (Sakai non venne mai colto di sorpresa da alcun caccia nemico durante la guerra). Nel dicembre 1937 ottiene il brevetto di pilota militare e viene subito inviato in Cina dove il conflitto sino-giapponese continua a richiedere un sempre maggiore coinvolgimento da parte dell'aviazione.
Nel maggio 1938 abbatte, pilotando un caccia Mitsubishi A5M "Claude", il suo primo aereo nemico (un Polikarpov I-16) dando così inizio alla sua lunga serie di successi. Viene trasferito presso la base di Hankow nel maggio 1941 e riequipaggiato con il nuovo caccia Mitsubishi A6M "Zero" abbatte il suo primo caccia cinese con questo nuovo aereo eseguendo nel contempo un'intensa attività di ricognizione sulle basi americane del Pacifico.

#### Seconda guerra mondiale

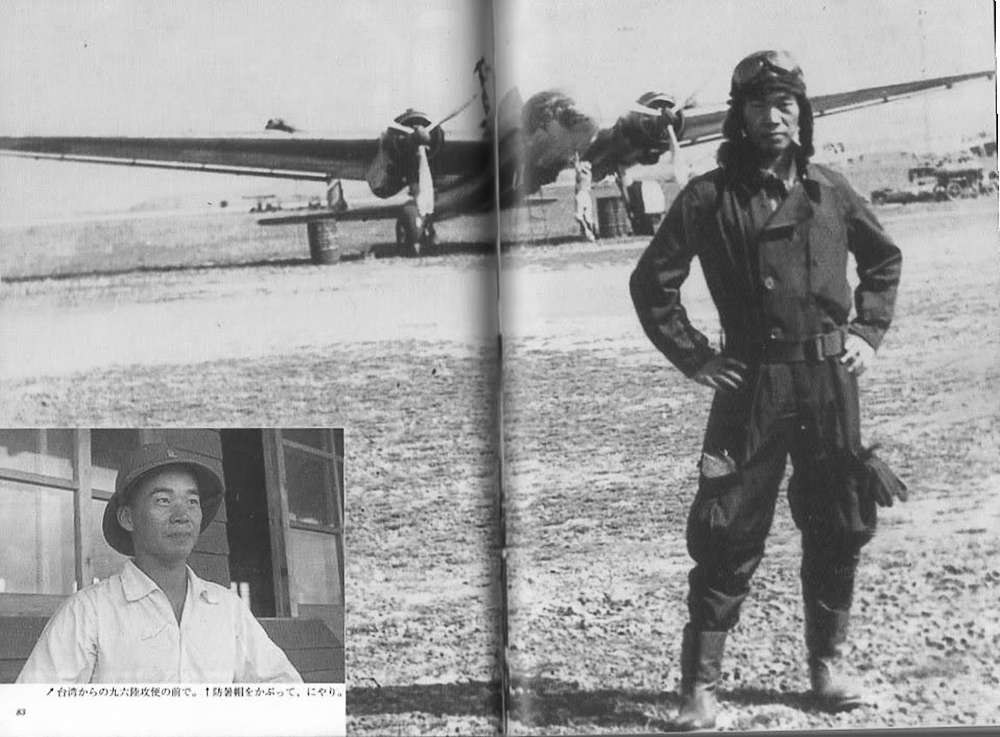
Sakai posa davanti a un bombardiere

Il 7 dicembre 1941, allo scoppio delle ostilità tra Stati Uniti e Giappone, Sakai è impiegato in un attacco contro la base di Clark nelle Filippine che viene completamente distrutta. Il 10 dicembre 1941 Sakai riesce ad abbattere un bombardiere pesante Boeing B-17 Flying Fortress della United States Army Air Force, primo abbattimento da parte di forze giapponesi di questo tipo di aeroplano.
Nel gennaio 1942 viene trasferito a Tarakan nel Borneo dove partecipa alle operazioni volte alla conquista delle Indie orientali olandesi durante la fase di espansione giapponese.
Trasferito presso la base di Lae, presso lo squadrone del tenente Jun'ichi Sasai, in supporto alla progettata conquista giapponese dell'importante località di Port Moresby, il sottufficiale Sakai diviene in breve un asso rispettato sia dagli equipaggi di terra che compiono ogni sforzo per mantenere il suo aereo in costante efficienza, sia suoi gregari: Sakai non perse mai un gregario durante la guerra.
L'8 agosto 1942 durante un combattimento sopra i cieli di Guadalcanal viene gravemente ferito all'occhio destro da parte del mitragliere di coda di un bombardiere statunitense Grumman Avenger e dopo un lungo volo verso le proprie basi, che assume i contorni della leggenda per le gravi condizioni del pilota, riesce ad atterrare a Rabaul. Immediatamente ricoverato ed inviato in Giappone, presso l'ospedale navale della base di Sasebo, perde l'occhio destro a seguito delle ferite riportate. Dopo un lungo ricovero, durato cinque mesi, Sakai viene destinato all'addestramento dei nuovi piloti da combattimento presso la base di Sasebo.
Nell'aprile 1944 viene assegnato nuovamente ad un reparto da caccia presso la squadriglia di Yokosuka impegnata nella difesa di Iwo Jima, dove nonostante le sue menomazioni riesce ad abbattere altri quattro aerei alleati. Ormai divenuto eroe nazionale Sakai viene promosso ufficiale per meriti di guerra, un onore concesso molto di rado dalle forze armate giapponesi.

### Anni post-bellici
“ Non ho dimenticato come si fa a volare. Se il Giappone dovesse avere ancora bisogno di me, se le forze nemiche dovessero stringere da vicino la nostra Patria, volerò di nuovo. Ma prego fervidamente che non sia questa la ragione per la quale io debba ritornare a correre nei cieli.” 
Queste frasi furono pronunciate nel 1956, dopo undici anni dalla fine della seconda guerra mondiale, dal più grande asso dell'aviazione navale giapponese, sopravvissuto ad oltre duecento battaglie aeree, con sessantaquattro vittorie riportate contro l'agguerrita caccia statunitense, grazie alla sua eccezionale abilità di pilota.
Alla fine della guerra, Sakai si trovò in gravi ristrettezze economiche e con grande difficoltà nel trovare un impiego a causa dei suoi trascorsi come fervente sostenitore della causa per la quale aveva combattuto. Dopo il 1952, grazie anche a molti ex-colleghi dell'aviazione di marina, aprì una piccola tipografia ed iniziò ad essere invitato all'estero, soprattutto negli Stati Uniti, per incontrare i suoi antichi nemici, che malgrado ciò gli resero una sincera considerazione. In collaborazione con Martin Caidin (creatore del personaggio "Cyborg", immortalato in TV come L'uomo da sei milioni di dollari, nonché storico dilettante dell'aviazione) scrisse un libro dal titolo Samurai!, in cui narrò le sue esperienze belliche e che divenne in breve tempo un best seller.
Anni dopo ammise, in un'intervista al quotidiano Asahi Shinbun che fece molto scalpore, che fino alla sua promozione ad ufficiale, pur esaltato come eroe dai compagni e dai meccanici, era stato discriminato e quasi umiliato dai suoi superiori che in lui vedevano solo un sottufficiale, ciononostante, interiorizzando lo spirito della marina imperiale giapponese, accettava questa situazione anche quando significava essere discriminato nell'assegnazione di razioni alimentari, divise e paracadute.
All'epoca trovava la cosa bellicamente poco funzionale, poiché ad un sottufficiale, per quanto asso e particolarmente bravo, non veniva riconosciuto alcun merito a differenza che in altre aeronautiche, rendendo più difficile l'emulazione e conseguentemente diminuendo lo spirito aggressivo dei piloti (che comunque era sempre molto alto nelle forze armate imperiali).
In interviste successive, ed in particolar modo quella del 10 agosto 2000 alla The Associated Press, le critiche di Saburō Sakai alla marina imperiale giapponese e al sistema imperiale si moltiplicarono.
In particolare espresse rabbia ed amarezza perché molti dei piloti suoi allievi del 1944 furono trasformati in kamikaze (ruolo a cui per un certo tempo fu destinato anche lui) oltre, soprattutto, a lamentare l'incapacità collettiva del Giappone di fare i conti con le responsabilità del proprio passato. In particolare trovava ipocrita che non si ammettessero i crimini di guerra e la follia stessa di aver trascinato il paese in una serie di conflitti (a partire dalla seconda guerra sino-giapponese) ingiustificabili ed aggressivi, il ruolo ambiguo della famiglia imperiale e la mancanza di scuse verso i caduti.
Saburō Sakai, anche per lo shock della guerra, si convertì al buddismo, divenne pacifista e rigorosamente vegetariano, approvò (cosa rara per un giapponese della sua generazione) il matrimonio della figlia con un americano e parlò più volte in favore degli ideali democratici.
Saburō Sakai morì il 22 settembre 2000 durante una conferenza presso la base navale di Atsugi colpito da un attacco cardiaco.